# Sin-namir

Aszur-dugul, syn nikogo, bez prawa do tronu, panował 6 lat. Za czasów Aszur-dugula, syna nikogo, Aszur-apla-idi, Nasir-Sin, Sin-namir, Ipqi-Isztar, Adad-salulu (i) Adasi, sześciu królów, synów nikogo, panowało na początku jego krótkich rządów

Sin-namir (akad. Sîn-nāmir, w transliteracji z pisma klinowego zapisywane md30-na-mir) – wczesny, słabo znany król Asyrii (koniec XVIII w. p.n.e.), samozwaniec, znany jedynie ze wzmianki w Asyryjskiej liście królów.
Zgodnie z tradycją przekazaną przez Asyryjską listę królów Sin-namir i pięciu innych samozwańczych pretendentów do tronu, zwanych „synami nikogo”, rządzić miało równocześnie Asyrią na początku rządów (bāb ṭuppišu) Aszur-dugula, innego samozwańczego króla, który przejął władzę po Iszme-Daganie I ((1781-1741? p.n.e.), synu Szamszi-Adada I ((1814-1782 p.n.e.).